# УТТЗ-6241-10-02 «Горожанин»
УТТЗ-6241-10-02 «Горожанин» — низкопольный троллейбус большого класса, изготовленный Уфимским трамвайно-троллейбусным заводом. Является электробусом с динамической подзарядкой, или троллейбусом с увеличенным автономный ходом (ТУАХ). Троллейбус выпускался с 2017 год до 2020 года. Построен на базе кузова семейства автобусов  Нефаз-5299.

## Эксплуатация
- Ростов-на-Дону — 15 единиц
- Альметьевск — 9 единиц
- Иваново — 5 единиц
- Чебоксары — 4 единицы
- Новокузнецк — 2 единицы